# Belgische Rugby Bond
De Belgische Rugby Bond (FBRB), in het Frans Fédération Belge de Rugby, is een Belgische sportbond die verantwoordelijk is voor het organiseren en ontwikkelen van rugby in België.

## Geschiedenis
De federatie werd opgericht 24 november 1931, was een van de oprichters van de FIRA - Association Europeenne de Rugby op 2 januari 1934, en is daarmee een van de oudste Europese federaties. De bond werd opgericht op initiatief van de Rugby Club Français, die in 1910 was opgericht door Jean Rey, een toekomstige eerste trainer van het nationale team. Het waren wel de Britten van de British Sport Club uit Antwerpen, opgericht in 1919 en Brussel (1925), die rugby hadden verspreid in België. De eerste raad van bestuur werd gehouden op 20 januari 1932. De eerste wedstrijd van het nationale team werd georganiseerd op 13 maart 1932 en eindigde in een gelijkspel in Nederland, 6-6.

## Structuur
De bond staat in voor de nationale ploegen en de nationale competities, de provinciale competities en de organisatie van districten, clubs, managers, spelers, trainers, onderwijzers en ambtenaren in de rugbysport. De FBRB heeft twee regionale takken, namelijk de VRB (Rugby Vlaanderen) in Vlaanderen en de ligue francophone belge de rugby (LBFR) in Franstalig België.
De FBRB is lid van verschillende sportorganisaties. Ze is lid van het International Rugby Board (IRB) en een geassocieerd lid (1988), een lid van het Belgisch Olympisch en Interfederaal Comité (BOIC), medeoprichter (1934) van de Fédération Internationale de Rugby Amateur (FIRA) en erelid van de Rugby Football Union.